# あんDOきょうと
あんDOきょうとは2006年4月7日から2009年3月27日までKBS京都ラジオで放送された、週末前の情報を2部構成でおくるラジオ番組。

## 概要
- 第1部は、週替わりコメンテーターが様々な情報を届ける。
- 第2部では、1週間のニュースや話題を関根英爾が解説。

## 出演者
- メーンパーソナリティー
  - 村上祐子

- 第1部コメンテーター（週替わり）
  - 笹岡隆甫（未生流笹岡家元嗣）
  - 佐藤研司（龍谷大学教授）
  - 市田ひろみ（服飾評論家）
  - 大野照文（京都大学総合博物館教授）
  - 後藤典生（高台寺執事・圓徳院住職）

他
- ラジオカーリポート
  - 織田淳子（ - 2007年3月）
  - 山崎カナコ（2007年4月 - ）

- 第2部コメンテーター
  - 関根英爾（京都新聞論説委員）
  - 団士郎（立命館大学大学院教授）

## 番組内のコーナー

### 第1部のコーナー
(10時00分 - 12時00分)
- あんDOトピックス
- TOYOTA DRIVING TALK
- KBS京都交通情報（京都）
- ちゅう花ラジオショッピング
- すこやか介護
- ニュースあんDO
- あんDO倶楽部
- クリックきょうと
- KBS京都交通情報（大阪・京都）

### 第2部のコーナー
(12時30分 - 14時00分)
- ウイークリーきょうと
- パワフルきょうと
- ハグクミプロジェクト 家族・子育て[あいうえお]
- KBS京都交通情報（京都）